# 1176
Il 1176 (MCLXXVI in numeri romani) è un anno bisestile del XII secolo.

## Eventi
- 22 maggio - Degli Hashshashin (Assassini) tentano di uccidere Saladino nei pressi di Aleppo.
- 29 maggio - Le truppe della Lega Lombarda sconfiggono l'esercito imperiale di Federico Barbarossa nella Battaglia di Legnano.
- 2 settembre - Papa Alessandro III emana la bolla di approvazione dell'Ordine certosino.
- 17 settembre - Battaglia di Miriocefalo: L'Impero Bizantino attacca l'esercito dei Turchi selgiùdichi, subendo una pesante sconfitta.

## Nati
- Eleazaro di Worms, teologo e mistico tedesco († 1238)
- Hayme Hatun, nobildonna ottomana († 1267)
- Leopoldo VI di Babenberg, nobile austriaco († 1230)
- Al-Malik al-Mu'azzam Sharaf al-Din 'Isa, sultano curdo († 1227)
- Fujiwara no Nobuzane, poeta giapponese († 1265)
- Hachijō-in no Takakura, poeta giapponese († 1248)

## Morti
- 18 aprile - San Galdino, vescovo italiano
- 20 aprile - Riccardo di Clare, II conte di Pembroke, nobile normanno (n. 1130)
- 13 maggio - Mattia I di Lorena, duca francese
- 20 giugno - Michele I di Vladimir, principe russo (n. 1145)
- 16 agosto - Costanza di Francia, nobildonna francese (n. 1128)
- 23 agosto - Rokujō, imperatore giapponese (n. 1164)
- 17 settembre - Giovanni Cantacuzeno, militare bizantino
- 26 settembre - Sofia di Rheineck, contessa
- 12 ottobre - William d'Aubigny, I conte di Arundel, conte
- 19 ottobre - Ermanno I di Weimar-Orlamünde, nobile tedesco
- Baldovino d'Antiochia, nobile
- Guglielmo I, conte di Jülich, conte
- Raimondo Folch III de Cardona, duca

## Calendario
| Calendario 1176 | Calendario 1176 | Calendario 1176 | Calendario 1176 | Calendario 1176 | Calendario 1176 | Calendario 1176 | Calendario 1176 | Calendario 1176 | Calendario 1176 | Calendario 1176 | Calendario 1176 | Calendario 1176 | Calendario 1176 | Calendario 1176 | Calendario 1176 | Calendario 1176 | Calendario 1176 | Calendario 1176 | Calendario 1176 | Calendario 1176 | Calendario 1176 | Calendario 1176 | Calendario 1176 | Calendario 1176 | Calendario 1176 | Calendario 1176 | Calendario 1176 | Calendario 1176 | Calendario 1176 | Calendario 1176 | Calendario 1176 | Calendario 1176 |
| --------------- | --------------- | --------------- | --------------- | --------------- | --------------- | --------------- | --------------- | --------------- | --------------- | --------------- | --------------- | --------------- | --------------- | --------------- | --------------- | --------------- | --------------- | --------------- | --------------- | --------------- | --------------- | --------------- | --------------- | --------------- | --------------- | --------------- | --------------- | --------------- | --------------- | --------------- | --------------- | --------------- |
|                 | 1               | 2               | 3               | 4               | 5               | 6               | 7               | 8               | 9               | 10              | 11              | 12              | 13              | 14              | 15              | 16              | 17              | 18              | 19              | 20              | 21              | 22              | 23              | 24              | 25              | 26              | 27              | 28              | 29              | 30              | 31              |                 |
| Gennaio         | Gi              | Ve              | Sa              | Do              | Lu              | Ma              | Me              | Gi              | Ve              | Sa              | Do              | Lu              | Ma              | Me              | Gi              | Ve              | Sa              | Do              | Lu              | Ma              | Me              | Gi              | Ve              | Sa              | Do              | Lu              | Ma              | Me              | Gi              | Ve              | Sa              |                 |
| Febbraio        | Do              | Lu              | Ma              | Me              | Gi              | Ve              | Sa              | Do              | Lu              | Ma              | Me              | Gi              | Ve              | Sa              | Do              | Lu              | Ma              | Me              | Gi              | Ve              | Sa              | Do              | Lu              | Ma              | Me              | Gi              | Ve              | Sa              | Do              |                 |                 |                 |
| Marzo           | Lu              | Ma              | Me              | Gi              | Ve              | Sa              | Do              | Lu              | Ma              | Me              | Gi              | Ve              | Sa              | Do              | Lu              | Ma              | Me              | Gi              | Ve              | Sa              | Do              | Lu              | Ma              | Me              | Gi              | Ve              | Sa              | Do              | Lu              | Ma              | Me              |                 |
| Aprile          | Gi              | Ve              | Sa              | Do              | Lu              | Ma              | Me              | Gi              | Ve              | Sa              | Do              | Lu              | Ma              | Me              | Gi              | Ve              | Sa              | Do              | Lu              | Ma              | Me              | Gi              | Ve              | Sa              | Do              | Lu              | Ma              | Me              | Gi              | Ve              |                 |                 |
| Maggio          | Sa              | Do              | Lu              | Ma              | Me              | Gi              | Ve              | Sa              | Do              | Lu              | Ma              | Me              | Gi              | Ve              | Sa              | Do              | Lu              | Ma              | Me              | Gi              | Ve              | Sa              | Do              | Lu              | Ma              | Me              | Gi              | Ve              | Sa              | Do              | Lu              |                 |
| Giugno          | Ma              | Me              | Gi              | Ve              | Sa              | Do              | Lu              | Ma              | Me              | Gi              | Ve              | Sa              | Do              | Lu              | Ma              | Me              | Gi              | Ve              | Sa              | Do              | Lu              | Ma              | Me              | Gi              | Ve              | Sa              | Do              | Lu              | Ma              | Me              |                 |                 |
| Luglio          | Gi              | Ve              | Sa              | Do              | Lu              | Ma              | Me              | Gi              | Ve              | Sa              | Do              | Lu              | Ma              | Me              | Gi              | Ve              | Sa              | Do              | Lu              | Ma              | Me              | Gi              | Ve              | Sa              | Do              | Lu              | Ma              | Me              | Gi              | Ve              | Sa              |                 |
| Agosto          | Do              | Lu              | Ma              | Me              | Gi              | Ve              | Sa              | Do              | Lu              | Ma              | Me              | Gi              | Ve              | Sa              | Do              | Lu              | Ma              | Me              | Gi              | Ve              | Sa              | Do              | Lu              | Ma              | Me              | Gi              | Ve              | Sa              | Do              | Lu              | Ma              |                 |
| Settembre       | Me              | Gi              | Ve              | Sa              | Do              | Lu              | Ma              | Me              | Gi              | Ve              | Sa              | Do              | Lu              | Ma              | Me              | Gi              | Ve              | Sa              | Do              | Lu              | Ma              | Me              | Gi              | Ve              | Sa              | Do              | Lu              | Ma              | Me              | Gi              |                 |                 |
| Ottobre         | Ve              | Sa              | Do              | Lu              | Ma              | Me              | Gi              | Ve              | Sa              | Do              | Lu              | Ma              | Me              | Gi              | Ve              | Sa              | Do              | Lu              | Ma              | Me              | Gi              | Ve              | Sa              | Do              | Lu              | Ma              | Me              | Gi              | Ve              | Sa              | Do              |                 |
| Novembre        | Lu              | Ma              | Me              | Gi              | Ve              | Sa              | Do              | Lu              | Ma              | Me              | Gi              | Ve              | Sa              | Do              | Lu              | Ma              | Me              | Gi              | Ve              | Sa              | Do              | Lu              | Ma              | Me              | Gi              | Ve              | Sa              | Do              | Lu              | Ma              |                 |                 |
| Dicembre        | Me              | Gi              | Ve              | Sa              | Do              | Lu              | Ma              | Me              | Gi              | Ve              | Sa              | Do              | Lu              | Ma              | Me              | Gi              | Ve              | Sa              | Do              | Lu              | Ma              | Me              | Gi              | Ve              | Sa              | Do              | Lu              | Ma              | Me              | Gi              | Ve              |                 |